# Campionati europei di karate 2006
La 41ª edizione del campionato europeo di karate si è svolta a Stavanger dal 5 al 7 maggio 2006.

## Medagliere
| Posizione | Nazione              | Oro | Argento | Bronzo | Totale |
| --------- | -------------------- | --- | ------- | ------ | ------ |
| 1         | Spagna               | 4   | 0       | 6      | 10     |
| 2         | Francia              | 4   | 0       | 3      | 7      |
| 3         | Italia               | 2   | 4       | 5      | 11     |
| 4         | Turchia              | 2   | 3       | 0      | 5      |
| 5         | Bosnia ed Erzegovina | 1   | 3       | 1      | 5      |
| 6         | Inghilterra          | 1   | 1       | 1      | 3      |
| 7         | Germania             | 1   | 0       | 5      | 6      |
| 8         | Serbia e Montenegro  | 1   | 0       | 1      | 2      |
| 8         | Slovacchia           | 1   | 0       | 1      | 2      |
| 10        | Croazia              | 0   | 2       | 3      | 5      |
| 11        | Belgio               | 0   | 2       | 0      | 2      |
| 12        | Russia               | 0   | 1       | 1      | 2      |
| 13        | Rep. Ceca            | 0   | 1       | 0      | 1      |
| 14        | Grecia               | 0   | 0       | 3      | 3      |
| 15        | Israele              | 0   | 0       | 1      | 1      |
| 15        | Paesi Bassi          | 0   | 0       | 1      | 1      |
| 15        | Scozia               | 0   | 0       | 1      | 1      |
| 15        | Ungheria             | 0   | 0       | 1      | 1      |

## Podi

### Kata
| Posizione | Karateka        |
| --------- | --------------- |
| 1         | Luca Valdesi    |
| 2         | Kristian Novak  |
| 3         | Vu Du Minh Dack |
| 3         | Lucio Maurino   |

| Posizione | Karateka                      |
| --------- | ----------------------------- |
| 1         | Miriam Cogolludo de las Heras |
| 2         | Petra Nová                    |
| 3         | Almudena Muñoz Gonzales       |
| 3         | Mirna Šenjug                  |

| Posizione | Nazione |
| --------- | ------- |
| 1         | Francia |
| 2         | Italia  |
| 3         | Spagna  |
| 3         | Grecia  |

| Posizione | Nazione |
| --------- | ------- |
| 1         | Francia |
| 2         | Italia  |
| 3         | Croazia |
| 3         | Spagna  |

### Kumite
| Posizione | Karateka            |
| --------- | ------------------- |
| 1         | Davíd Luque Camacho |
| 2         | O. Kemaloglu        |
| 3         | Danil Domdjoni      |
| 3         | William Rollé       |

| Posizione | Karateka                |
| --------- | ----------------------- |
| 1         | César Castaño Fernández |
| 2         | Ciro Massa              |
| 3         | Christian Grüner        |
| 3         | ' Adam Kovács           |

| Posizione | Karateka                |
| --------- | ----------------------- |
| 1         | Mensur Cakić            |
| 2         | Diego Davy Vandeschrick |
| 3         | Giuseppe di Domenico    |
| 3         | Jason P. Ledgister      |

| Posizione | Karateka           |
| --------- | ------------------ |
| 1         | Olivier Beaudry    |
| 2         | Salvatore Loria    |
| 3         | M. Odak            |
| 3         | Davíd Santana Vega |

| Posizione | Karateka                  |
| --------- | ------------------------- |
| 1         | Z. Demir                  |
| 2         | Davin Pack                |
| 3         | Luigi Busà                |
| 3         | Konstantinos Papadopoulos |

| Posizione | Karateka                 |
| --------- | ------------------------ |
| 1         | Leon Walters             |
| 2         | A. Kalusic               |
| 3         | Stefano Maniscalco       |
| 3         | Spyridon Margaritopoulos |

| Posizione | Karateka                 |
| --------- | ------------------------ |
| 1         | Stefano Maniscalco       |
| 2         | Diego Davy Vandeschrick  |
| 3         | Ludovic Cacheux          |
| 3         | Spyridon Margaritopoulos |

| Posizione | Karateka           |
| --------- | ------------------ |
| 1         | Monika Višňovská   |
| 2         | Jelena Kovacevic   |
| 3         | Loris Afarah       |
| 3         | Ulrike Fleischmann |

| Posizione | Karateka               |
| --------- | ---------------------- |
| 1         | Carmen Vicente Cabañas |
| 2         | Maria Sobol            |
| 3         | Eva Medveďová          |
| 3         | Silvia Sperner         |

| Posizione | Karateka            |
| --------- | ------------------- |
| 1         | Laurence Fischer    |
| 2         | Yıldız Aras         |
| 3         | Jeannine Herrgesell |
| 3         | A. Koshty           |

| Posizione | Karateka           |
| --------- | ------------------ |
| 1         | Snežana Perić      |
| 2         | Yıldız Aras        |
| 3         | Cristina Feo Gomez |
| 3         | Nadine Ziemer      |

| Posizione | Nazione              |
| --------- | -------------------- |
| 1         | Turchia              |
| 2         | Bosnia ed Erzegovina |
| 3         | Italia               |
| 3         | Paesi Bassi          |

| Posizione | Nazione              |
| --------- | -------------------- |
| 1         | Germania             |
| 2         | Bosnia ed Erzegovina |
| 3         | Spagna               |
| 3         | Serbia e Montenegro  |